# Difuze odpovědnosti
Difuze odpovědnosti (Diffusion of responsibility) neboli rozptýlení odpovědnosti patří do oblasti prosociálního chování a stojí v pozadí jevu, který je pojmenován jako efekt přihlížejícího (bystander effect). Rozptýlení odpovědnosti způsobuje, že čím více lidí je svědky situace, kdy někdo potřebuje pomoc, tím menší je pravděpodobnost, že kdokoliv z nich zasáhne.
Při difuzi odpovědnosti se ani jediná osoba necítí zodpovědná za vyřešení krizové situace. Jelikož jsou kolem i další lidé, předpokládáme, že někdo jiný pomůže nebo už pomohl. Necítíme se dále zodpovědní za svoje jednání (či nejednání). Když jsme sami, víme, že nikdo jiný oběti pomoci nemůže, a proto je pro nás mnohem obtížnější najít výmluvu či zbavit se zodpovědnosti za pomoc druhému.

## Příběh Kitty Genoveseové
13. března 1964 se odehrál následující příběh:
Více než půl hodiny 38 občanů nečinně přihlíželo vraždě Kitty Genoveseové, která se brzy ráno vracela z noční směny domů. Vrah se k ní přiblížil a dvakrát ji bodl nožem. Celou dobu křičela o pomoc. Náhlé rozsvícení světel v okolních domech ho vyrušilo a zahnalo pryč. Po chvíli se vrátil, onu ženu vyhledal, probodl ji znovu a pak ji znásilnil. Během útoku se nenašel ani jediný člověk, který by zavolal policii; jeden svědek zavolal, až když žena byla mrtvá.
Jak mohlo před tolika svědky dojít k tak brutálnímu kriminálnímu činu? Mohlo by se zdát, že za přítomnosti tolika lidí by měla být pravděpodobnost, že alespoň jeden zavolá policii či se pokusí zasáhnout, poměrně vysoká. Právě tento příběh spustil a inspiroval zkoumání fenoménu difuze odpovědnosti. Následující experimenty sociálních psychologů vedou k závěru, že k všeobecné apatii přihlížejících dochází nikoliv navzdory velkému počtu svědků, ale právě kvůli němu.

## Experimenty

### 1. „Dáma v nesnázích“ („Lady In Distress“)
(Bibb Latané, Judy Rodinová, 1969)
Pokusné osoby uvítala mladá experimentátorka, požádala je, aby se posadily a vyplnily dotazník. Pak jim řekla, že se hned vrátí, a odešla do vedlejší místnosti. Účastníci ji mohli slyšet, jak vedle přesouvá přes pokoj židli a šplhá se na ni. Poté následoval výkřik a rána, jako by někdo spadl na zem. Experimentátorka pak zaúpěla bolestí a zvolala: „Proboha, můj kotník! Nemůžu s ním ani pohnout! Myslím, že je asi zlomený!“ Pokračovala v naříkání, dokud jí jedna z pokusných osob nepřišla na pomoc, či dokud neuplynula jedna minuta, aniž by někdo přišel.
Výsledky byly docela překvapující. 70 % pokusných osob poskytlo ženě pomoc, pokud byly ponechány o samotě. Pokud na ni ve vedlejší místnosti čekaly po dvojicích, dostalo se jí pomoci jen ve 40 % případů. K ještě dramatičtějšímu poklesu došlo, když pokusná osoba vyčkávala s pasivním tajným pomocníkem experimentátorů, který neudělal nic, aby ženě poskytl pomoc. V těchto případech skutečná pokusná osoba přispěchala „oběti“ na pomoc pouze v 7 % případů.
Výsledky tohoto experimentu jasně ukazují, že pravděpodobnost poskytnutí pomoci oběti klesá s tím, jak počet svědků nehody roste.

### 2. Epileptický záchvat
(John Darley, Bibb Latané, 1968)
V tomto pokusu experimentátor pokusné osoby požádal, aby se zúčastnily skupinové diskuse o životě na studentské koleji, a to buď s jedním, třemi nebo pěti dalšími účastníky. Účastníci seděli po jednom v kójích, které jim bránily vidět na sebe navzájem. Komunikovali spolu pomocí mikrofonu a sluchátek. V každé skupině byla jenom jedna opravdová pokusná osoba; zbytek tvořily magnetofonové nahrávky. Diskuse začala tím, že jeden z falešných účastníků popsal ze záznamu svoje osobní problémy, včetně sklonu k epileptickým záchvatům ve stresově náročných situacích. Když pak začal během druhého kola kruhové diskuse mluvit znovu, dostal záchvat a sípal o pomoc. Pokusila se mu skutečná pokusná osoba pomoci?
Když se opravdová pokusná osoba domnívala, že je jediným dalším účastníkem debaty, řekla experimentátorovi o epileptickém záchvatu v 85 % případů. Jakmile se pokusná osoba domnívala, že se podílí na pokusu ještě s třemi dalšími účastníky, procentuální podíl pokusů poskytnout pomoc klesl na hodnotu 62 %; a v šestičlenné skupině došlo k dalšímu poklesu až na 31 %. Je zřejmé, že čím větší je skupina, tím je méně pravděpodobné, že se oběti dostane pomoci.

### 3. Experiment s unikajícím kouřem
(John Darley, Bibb Latané, 1968)
Experimentátoři požádali studenty, aby sami nebo ve skupinkách po třech čekali v čekárně na rozhovor. Zatímco studenti čekali, začal z ventilačního průchodu ve zdi vycházet kouř. Následujících šest minut bylo chování studentů tajně pozorováno. 75 % studentů čekajících o samotě během dvou minut oznámilo, že zpozorovali kouř. Avšak z těch, kteří čekali ve skupinkách, se takto zachovalo jen 13 %, a to přesto, že místnost byla nakonec zcela zaplněna kouřem.

### 4. Fingování dopravních nehod
(Robert Cialdiny - Influence: Science and practice)
Stejné výsledky přineslo i fingování dopravních nehod. Zatímco na frekventovaných silnicích zastavil jen málokdo, na okresních cestách, kde projede jedno auto za hodinu, bylo takové chování výjimkou.

## Dvojí ponaučení

### Jak se chovat v roli oběti
I když jste obětí potřebující pomoc přímo vy, musíte napomoci přihlížejícím určit vaši situaci jako krizovou, jako situaci vyžadující jejich zásah. Nevolejte a nekřičte jenom: „Pomoc!“ Svou situaci popište, abyste přihlížejícím pomohli ujasnit si, o co běží. Křičte například: „Zavolejte policii! Jsem napaden!“ Ještě lépe uděláte, když učiníte někoho zodpovědným. Ukažte na konkrétního člověka prstem a řekněte: „Vy, zavolejte policii.“

### Jak se chovat v roli přihlížejícího
Nedívejte se kolem a nezjišťujte, co dělají ostatní - jednejte! Nedopusťte, aby se vám přítomnost tolika lidí proměnila v důvod chápat situaci jako nevyžadující váš zásah. Pomozte. Nejhorší, čeho se můžete dopustit, je trápit se rozpaky z toho, že něco uděláte špatně. Jestliže budete jednat správně, možná zachráníte život.